# Arena Carioca 1
L' Arena Carioca 1 est une salle omnisports située à Barra da Tijuca dans l'ouest de Rio de Janeiro, au Brésil, conçue pour les Jeux olympiques d'été de 2016.
Elle est utilisée pour le basket-ball, le basket-ball en fauteuil roulant et le rugby-fauteuil aux Jeux paralympiques. 